# Euthalia zinara
Euthalia zinara är en fjärilsart som beskrevs av Henry Maurice Pendlebury och Corbet 1938. Euthalia zinara ingår i släktet Euthalia och familjen praktfjärilar. Inga underarter finns listade i Catalogue of Life.